# Costamère
 (novembre 2017).
Si vous disposez d'ouvrages ou d'articles de référence ou si vous connaissez des sites web de qualité traitant du thème abordé ici, merci de compléter l'article en donnant les références utiles à sa vérifiabilité et en les liant à la section « Notes et références ».
Le costamère est le point d'ancrage des myofibrilles au sarcolemme par le biais de la desmine.
Il participe donc à l'organisation de la cellule musculaire en servant de point d'attache, alignant alors les myofibrilles au niveau de leur disques Z.
Plus précisément, les costamères sont des plaques d’adhérence constituées de complexes Intégrine-Vinculine-Taline (qui sont des dispositifs d’adhérence non spécifique au tissu musculaire) mais également enrichies en complexes dystrophine (spécifique du tissu musculaire).